# بيرتشوت ويلريجك
نادي بيرتشوت ويلريجك لكرة القدم (بالفرنسية: Koninklijke Beerschot Voetbalclub Antwerpen)‏ نادي كرة قدم بلجيكي . تم تأسيس النادي في سنة 1899.